# Tjepinska reka
Tjepinska reka (bulgariska: Чепинска река) är ett vattendrag i Bulgarien.   Det ligger i regionen Pazardzjik, i den centrala delen av landet, 90 km sydost om huvudstaden Sofia.
Trakten runt Tjepinska reka består till största delen av jordbruksmark. Runt Tjepinska reka är det ganska tätbefolkat, med 192 invånare per kvadratkilometer.